# Nicoya (rey)
Nicoya, también llamado Nicoa o Nicoyán (náhuatl, Necoc Yáotl, «con enemigos o agua a ambos lados»), fue un rey indígena chorotega, en lo que hoy es parte de Costa Rica, quien durante el siglo XVI gobernó el reino indígena más importante del Pacífico sur de Nicaragua, el llamado Reino de Nicoya, ubicado en territorio de la actual provincia de Guanacaste. Se consideró a Nicoya el rey o cacique principal de este reino, con el cual mantenían una relación de dependencia los cacicazgos de Paro, Nicopassaya, Nandayure y Cangel. El reino de Nicoya fue visitado en 1522 por Gil González Dávila. En este viaje, según el tesorero de la Corona, Andrés de Cereceda, los españoles "constataron la supremacía" de Nicoya sobre los demás cacicazgos de la zona, recogiendo 13 442 pesos de oro y bautizando 6 063 personas, por lo que decidieron prolongar su estadía en la corte de Nicoya por 10 días. Según la misma crónica, durante su estadía en Nicoya, los españoles se informaron de la existencia de reinos más ricos en el norte, en las tierras de Diriangén, en Nicaragua. El rey Nicoya fue posteriormente sucedido por Nambí, bautizado luego por los españoles como don Alonso Nambí.
El nombre de Nicoya ha perdurado hasta nuestros días para nombrar a dos de los accidentes geográficos más importantes en Costa Rica (el golfo y la península de Nicoya), así como al cantón de Nicoya y su ciudad cabecera, y al área arqueológica de la Gran Nicoya, que incluye el área cultural del antiguo reino de Nicoya y los reinos indígenas del Pacífico de Nicaragua.